# Liste der K-Pop-Boygroups
Dies ist eine Liste der K-Pop-Boygroups nach dem Jahr ihres Debüts, da das Gründungsjahr nicht immer nachvollziehbar ist. Zwischen Gründung und Debüt einer Gruppe können teilweise mehrere Jahre liegen (z. B. BTS: Gründung 2010, Debüt 2013). Weiterhin ist für die Zuordnung einer Gruppe zur entsprechenden K-Pop-Generation der Zeitpunkt ihres Debüts, nicht das Jahr der Gründung entscheidend. Die Spalte Mitglieder enthält – soweit möglich – die Anzahl der Mitglieder in der aktuellen bzw. letzten Besetzung. Die Liste enthält
- keine Rockbands
- keine temporären Gruppen
- keine virtuellen Gruppen
- keine Sub-units (Untergruppen) der K-Pop-Gruppen
- Gruppen, die vom Debüt bis zur Auflösung ungefähr 18 Monate oder weniger existierten

Für K-Pop Interessierte empfiehlt sich nachstehende Reihenfolge der Wikipedia-Artikel
1. K-Pop
2. Koreanisches Idol
3. K-Pop-Generationen
4. Liste der K-Pop-Boygroups und Liste der K-Pop-Girlgroups
5. K-Pop-Gruppen (verlinkte Gruppen aus der Liste der K-Pop-Boygroups und der Liste der K-Pop-Girlgroups)

Stand der Tabelleneinträge: 18. August 2025 (250 Boygroups, 12 Co-Ed-groups)
Co-Ed-groups sind Gruppen mit Jungen und Mädchen.

## 1990 bis 1999
| Name               | Debütjahr | Mitglieder | Namen | Auflösung  | Talentagentur                                                                           | Bild |
| ------------------ | --------- | ---------- | --- | ---------- | --------------------------------------------------------------------------------------- | ---- |
| Seo Taiji and Boys | 1992      | 3          | Seo Taiji Yang Hyun-suk Lee Juno | 1996       | Bando Label                                                                             |      |
|                    |           |            | |            |                                                                                         |      |
| Deux               | 1993      | 2          | Lee Hyun-do Kim Sung-jae | 1995       | Manine Media                                                                            |      |
|                    |           |            | |            |                                                                                         |      |
| DJ D.O.C.          | 1994      | 3          | Lee Ha-neul Jung Jae-yong Kim Chang-yeol | 2018       |                                                                                         |      |
| Roo’ra a           | 1994 2009 | 3          | Sangmin Rina (ab 1995) Jihyun (bis 1997, 1999–2009) Youngwook (bis 2001) Junghwan (bis 1995) Mikey Romeo (1997–1999)                          | 2001 2009  | EMI Records                                                                             |      |
|                    |           |            | |            |                                                                                         |      |
| Turbo              | 1995 2015 | 3          | Kim Jong-kook Mikey (Jo Myung-ik) Kim Jung-nam (bis 1997)                                                                                     | 2001 2017  | GM Agency (1995–2001) The Turbo Co. (seit 2015)                                         |      |
|                    |           |            | |            |                                                                                         |      |
| H.O.T.             | 1996 2018 | 5          | Moon Hee-joon Jang Woo-yuk Tony An Kangta Lee Jae-won                                                                                         | 2001 Aktiv | SM Entertainment                                                                        |      |
|                    |           |            | |            |                                                                                         |      |
| Jinusean           | 1997 2015 | 2          | Kim Jin-woo (Jinu) Noh Seung-hwan (Sean) | 2004 2020  | YG Entertainment                                                                        |      |
| NRG                | 1997 2017 | 3 (5)      | Chun Myung-hoon Lee Sung-jin Noh Yoo-min Kim Hwan-sung († 2000) Mun Sung-hoon (bis 2005)                                                      | 2005 2018  | Music Factory Entertainment                                                             |      |
| Sechs Kies         | 1997 2001 | 4          | Eun Ji-won Lee Jae-jin Kim Jae-duc Jang Su-won Kang Sung-hoon (bis 2018) Ko Ji-yong (bis 2016)                                                | 2000 Aktiv | DSP Media (RBW-Gruppe) (1997–2000) YG Entertainment (seit 2016)                         |      |
|                    |           |            | |            |                                                                                         |      |
| 1TYM               | 1998 2008 | 4          | Oh Jinhwan Teddy Song Baekyoung Danny | 2006 2008  | YG Entertainment                                                                        |      |
| Koyote a           | 1998      | 3          | Shin Ji Jong Min (ab 2000) Bbaek Ga (ab 2004) Cha Seung Min (bis 2000) Kim Goo (bis 2002) Kim Young Wan (nur 2002) Jung Myung Hoon (nur 2003) | Aktiv      | Trifecta Entertainment J-G Star (seit 2022)                                             |      |
| Shinhwa            | 1998      | 6          | Eric Mun Lee Min-woo Kim Dong-wan Shin Hye-sung Jun Jin Andy Lee                                                                              | Aktiv      | SM Entertainment (1998–2003) Good Entertainment (2004–2008) Shinhwa Company (seit 2011) |      |
|                    |           |            | |            |                                                                                         |      |
| Fly to the Sky     | 1999 2014 | 2          | Brian Joo Hwanhee | 2009 2019  | SM Entertainment                                                                        |      |
| g.o.d              | 1999 2014 | 5          | Park Joon-hyung Yoon Kye-sang Danny Ahn Son Ho-young Kim Tae-woo                                                                              | 2005 Aktiv | SidusHQ JYP Entertainment CJ ENM                                                        |      |

## 2000 bis 2009
| Name                        | Debütjahr | Mitglieder | Namen | Auflösung         | Talentagentur | Bild |
| --------------------------- | --------- | ---------- | --- | ----------------- | --- | ---- |
| CB Mass                     | 2000      | 3          | Curbin Choiza Gaeko | 2003              | Daeyoung AV |      |
|                             |           |            | |                   | |      |
| 5TION                       | 2001      | 5          | Il Kwon Changwoo Juho Junyoung Junho | Aktiv             | IV Entertainment |      |
| K'POP                       | 2001      | 5          | Joomin Donghwa Youngwon Yoobin Woohyun | 2004              | Joo Younghoon |      |
|                             |           |            | |                   | |      |
| Epik High                   | 2003      | 3          | Tablo DJ Tukutz Mithra Jin | Aktiv             | Woolim Entertainment (bis 2012) YG Entertainment (2012 bis 2018) OURS Co. (seit 2018)                                                    |      |
| TVXQ                        | 2003      | 2 (5)      | U-Know (Jung Yunho) Max (Shim Changmin) Hero (Kim Jaejoong) (bis 2009) Xiah (Kim Junsu) (bis 2009) Micky (Park Yoochun) (bis 2009) | Aktiv             | SM Entertainment |      |
|                             |           |            | |                   | |      |
| SG Wannabe                  | 2004 2015 | 3          | Kim Yong-jun Kim Jin-ho Lee Seok-hoon Chae Dong-ha (bis 2008) | 2011 Aktiv        | Mnet Media (2004–2008) IS Entermedia Group (2009–2012) Stone Music Entertainment (seit 2015)                                             |      |
| TraxX                       | 2004 2015 | 2 (4)      | Jay (Kim Kyun-woo) Jungmo (Kim Jung-mo) Rose (No Min-woo) (2004–2006) Attack (Kang Jung-woo) (bis 2007) Ginjo (2018–2019) | 2012 2019         | SM Entertainment |      |
| V.O.S                       | 2004      | 3          | Choi Hyun-joon Kim Kyung-rok Park Ji-hun (bis 2010, seit 2015) | Aktiv             | Star Empire Entertainment Happy Face Entertainment (2015–2017) J-Soul Company (seit 2017)                                                |      |
|                             |           |            | |                   | |      |
| Baechigi                    | 2005      | 2          | Muwoong Tak | Aktiv             | Sniper Sound (2005–2012) YMC Entertainment (seit 2012)                                                                                   |      |
| Paran                       | 2005      | 5          | Ryan Neo Ace PO AJ | 2011              | NH Media |      |
| SS501                       | 2005      | 5          | Kim Hyun-joong Heo Young-saeng Kim Kyu-jong Park Jung-min Kim Hyung-jun | seit 2010 Inaktiv | DSP Media (RBW-Gruppe) |      |
| Super Junior                | 2005      | 10         | Leeteuk Heechul Yesung Shindong Sungmin (seit 2015 inaktiv) Eunhyuk Donghae Siwon Ryeowook Kyuhyun Kibum (bis 2007) Han Geng (bis 2009) Kangin (bis 2019) | Aktiv             | SM Entertainment |      |
|                             |           |            | |                   | |      |
| Big Bang                    | 2006 2022 | 3          | G-Dragon (Kwon Ji-yong) Taeyang (Dong Young-bae) Daesung (Kang Daesung) T.O.P (Choi Seung-hyun) (bis 2023) Seungri (Lee Seung-hyun) (bis 2019) | 2018 2023         | YG Entertainment |      |
|                             |           |            | |                   | |      |
| 8Eight a                    | 2007      | 3          | Lee Hyun Baek Chan Joo Hee | 2014              | Big Hit Entertainment |      |
| F. T. Island                | 2007      | 3          | Lee Hong-ki Lee Jae-jin Choi Min-hwan Choi Jong-hoon (bis 2019) Song Seung-hyun (2009–2020) Oh Won-bin (bis 2009) | Aktiv             | FNC Entertainment (2007–2016) CJ ENM (seit 2016)                                                                                         |      |
| Supernova                   | 2007      | 5          | Jung Yunhak Kim Sungje Kim Kwangsu Song Jihyuk Park Geonil Yoon Sungmo (bis 2019) | Aktiv             | Maroo Entertainment CJ ENM Universal Music                                                                                               |      |
| Tritops                     | 2007      | 4          | Ban Hyungmoon Jang Yoojoon Kim Ilgoon Lee Woogoon | Aktiv             | Joo Paramount Media (2007) DoReMi Media (2009) JS Entertainment (2012) Simtong Entertainment (2013) Van Leader Entertainment (seit 2014) |      |
|                             |           |            | |                   | |      |
| 2AM                         | 2008 2021 | 4          | Jo Kwon Lee Changmin Lim Seulong Jeong Jinwoon | 2014 Aktiv        | JYP Entertainment (bis 2015) CJ ENM (seit 2021)                                                                                          |      |
| 2PM                         | 2008      | 6          | Jun. K (Kim Min-jun) Nichkhun (Nichkhun Buck Horvejkul) Taecyeon (Ok Taec-yeon) Wooyoung (Jang Wooyoung) Junho (Lee Jun-ho) Chansung (Hwang Chan-sung) Jaebeom (Jay Park) (bis 2009)                                                                                     | Aktiv             | JYP Entertainment |      |
| Mighty Mouth                | 2008      | 2          | Sangchu Shorry J | Aktiv             | 101 Entertainment YMC Entertainment BPM Entertainment (seit 2022)                                                                        |      |
| SHINee                      | 2008      | 4          | Lee Jinki (Onew) Kim Kibum (Key) Choi Minho (Minho) Lee Taemin (Taemin) Kim Jonghyun († 2017) | Aktiv             | SM Entertainment |      |
| U-KISS                      | 2008      | 5          | Soohyun (Shin Soohyun) Hoon (Yeo Hoon-min) Kiseop (Lee Kiseop) Alexander (Lee Eusebio) Eli (Kim Kyoung-jae) Kim Ki-bum (bis 2011) Dongho (Shin Dongho) (bis 2013) Kevin (Woo Sung-hyun) (bis 2017) AJ (Kim Jae-seop) (2011 bis 2014) Jun (Lee Jun-young) (2014 bis 2020) | Aktiv             | NH Media (bis 2022) Tango Music (seit 2022)                                                                                              |      |
| Untouchable                 | 2008      | 2          | Sleepy (Kim Sung-won) D.Action (Park Kyung-wook) | 2019              | TS Entertainment |      |
|                             |           |            | |                   | |      |
| CN Blue                     | 2009      | 3          | Jung Yong-hwa Kang Min-hyuk Lee Jung-shin Lee Jong-hyun (bis 2019) | Aktiv             | FNC Music |      |
| Highlight (bis 2016: Beast) | 2009      | 4          | Yoon Doo-joon Yang Yo-seob Lee Gi-kwang Son Dong-woon Yong Jun-hyung (bis 2019) Jang Hyun-seung (bis 2016) | Aktiv             | Cube Entertainment (bis 2016) Around Us Entertainment (seit 9. Dezember 2016)                                                            |      |
| MBLAQ                       | 2009      | 3          | Yang Seungho G.O (Jung Byung-hee) Mir (Bang Cheol-yong) Joon (Lee Chang-sun) (bis 2014) Thunder/Cheondung (Park Sang-hyun) (bis 2014) | seit 2016 Inaktiv | J.Tune Camp |      |
| SHU-I                       | 2009      | 5          | Inseok Hyungjun Minho Jinseok Changhyun | 2015              | Yejeon Media, Avex Group |      |
| Urban Zakapa a              | 2009      | 3          | Kwon Soon-il Jo Hyun-ah Park Yong-in | Aktiv             | Abyss Company |      |

## 2010 bis 2019

### 2010
| Name                        | Debüt       | Mitglieder | Namen | Auflösung         | Talentagentur                                                 | Bild |
| --------------------------- | ----------- | ---------- | --- | ----------------- | ------------------------------------------------------------- | ---- |
| Co-ed School a              | 28. Oktober | 10         | Soomi Kwanghaeng Yoosung Taewoon Kangho Chanmi Noori Hyoyoung Hyewon Sungmin                                                                                            | 2013              | Core Contents Media (umbenannt in MBK Entertainment)          |      |
| F.CUZ                       | 8. Januar   | 5          | Jinon Kan Raehyun Daegeon Yejun | Aktiv             | CAN&J Entertainment                                           |      |
| Infinite                    | 9. Juni     | 6          | Sunggyu (Kim Sung-gyu) Sungyeol (Lee Sung-yeol) Dongwoo (Jang Dong-woo) L (Kim Myung-soo) Woohyun (Nam Woo-hyun) Sungjong (Lee Sung-jong) Hoya (Lee Howon) (bis 2017)   | Aktiv             | Woollim Entertainment (bis 2023) INFINITE Company (seit 2023) |      |
| JYJ                         | April       | 2          | Kim Jaejoong Kim Junsu Park Yoochun (bis April 2019) | Aktiv             | C-JeS Entertainment                                           |      |
| Led Apple (seit 2015: LedT) | 6. Oktober  | 4 (5)      | JUN AKi Kei Kyo (bis August 2015) I-OH (bis 2011) Sunghyun (bis 2011) Minyong (bis 2011) Jaehoon (nur 2011) Keon U (2011–2012) Hanbyul (2011–2014) Kwangyeon (bis 2014) | 2016              | StarKim Entertainment                                         |      |
| Teen Top                    | 10. Juli    | 4          | Chunji (Lee Chan-hee) Niel (Ahn Da-niel) Ricky (Yoo Chang-hyun) Changjo (Choi Jong-hyun) C.A.P (Bang Min-soo) (bis 2023) L.Joe (Lee Byung-hun) (bis 2017)               | Aktiv             | TOP Media                                                     |      |
| ZE:A                        | 7. Januar   | 9          | Lee Hoo Kevin Kwanghee Siwan Taeheon Heechul Minwoo Hyungshik Dongjun                                                                                                   | seit 2017 Inaktiv | Star Empire Entertainment                                     |      |

### 2011
| Name                      | Debüt       | Mitglieder | Namen | Auflösung  | Talentagentur                                                        | Bild |
| ------------------------- | ----------- | ---------- | --- | ---------- | -------------------------------------------------------------------- | ---- |
| AA                        | 4. November | 3 (5)      | Woosang Hoik Aoora (bis März 2016) Joowon (bis Juni 2013) Jinhong (2013–2015) Kimchi (bis 2015)                                                   | 2016       | STAR M Wellmade Yedang (seit 2015)                                   |      |
| B1A4                      | 23. April   | 3          | Sandeul (Lee Jung-hwan) CNU (Shin Dong-woo) Gongchan (Gong Chan-shik) Baro (Cha Sunwoo) (bis Juni 2018) Jinyoung (Jung Jin-young) (bis Juni 2018) | Aktiv      | WM Entertainment                                                     |      |
| Block B                   | 13. April   | 7          | Zico Taeil B-Bomb Jaehyo U-Kwon Park Kyung P.O.                                                                                                   | Aktiv      | Stardom Entertainment (bis 2013) Seven Seasons (seit 2013)           |      |
| Boyfriend (seit 2021: BF) | 26. Mai     | 6          | Donghyun (Kim Dong-hyun) Hyunseong (Shim Hyun-sung) Jeongmin (Lee Jung-min) Youngmin (Jo Young-min) Kwangmin (Jo Kwang-min) Minwoo (No Min-woo)   | 2019 Aktiv | Starship Entertainment (bis 2019) Westtime Entertainment (seit 2021) |      |
| M.I.B                     | 25. Oktober | 4          | 5Zic Cream Kangnam SIMS | 2017       | Jungle Entertainment                                                 |      |
| MYNAME                    | 28. Oktober | 5          | Gunwoo (Lee Gun-woo) Insoo (Kang In-soo) Seyong (Kim Se-young) Jun.Q (Kang Joon-kyu) Chaejin (Chae Jin-seok)                                      | Aktiv      | H2 Media                                                             |      |

### 2012
| Name                 | Debüt         | Mitglieder | Namen | Auflösung         | Talentagentur                                          | Bild |
| -------------------- | ------------- | ---------- | --- | ----------------- | ------------------------------------------------------ | ---- |
| 100%                 | 21. September | 4          | Rockhyun Jonghwan Chanyong Hyukjin Minwoo († März 2018) Changbum (bis September 2016) Sanghoon (bis März 2014) | 2021              | T.O.P Media                                            |      |
| 24K+ (bis 2022: 24K) | 6. September  | 5          | Kiyong Imchan Xiwoo Yuma Takeru Seokjun (bis 2013), Byungho (bis 2015), Daeil (bis 2016), Hui (2015–2017), Cory (bis 2019), Sungoh (bis 2016), Kisu (bis 2019), Jeonguk (bis 2019), Jinhong (2015–2019), Hongseob (2016–2019), Dojun (nur 2020), Youmin (nur 2020), Youngwoong (2020–2022), Changsun (2016–2023) | Aktiv             | Choeun Entertainment                                   |      |
| A.Cian               | 10. Oktober   | 4          | Jungsang Hyeokjin Sanghyun Jin.O | 2020              | Wings Entertainment                                    |      |
| Airplane             | 4. Januar     | 3          | mNine Minki BOKIRI | 2015              | Plane Entertainment                                    |      |
| A-Jax                | 1. Juni       | 7 (5)      | Dowoo (Hyeongkon) Yunyoung Seungjin Seungyeop Junghee (seit 2016) Sungmin (bis 2016) Jaehyung (bis 2016) Jihu (bis 2016) | 2019              | DSP Media (RBW-Gruppe)                                 |      |
| B.A.P                | 26. Januar    | 6          | Bang Yongguk Kim Himchan Jung Daehyun Yoo Youngjae Moon Jongup Choi Junghong (Zelo) | 2019              | TS Entertainment                                       |      |
| Bigstar              | 12. Juli      | 5          | Feeldog Baram Raehwan Sunghak Jude | 2019              | Brave Entertainment                                    |      |
| BtoB                 | 21. März      | 6          | Seo Eunkwang Lee Changsub Im Hyunsik Shin Donggeun (Peniel) Lee Minhyuk Yook Seungjae Jung Ilhoon (bis 2021) | Aktiv             | Cube Entertainment (bis 2023) BtoB Company (seit 2023) |      |
| C-Clown              | 19. Juli      | 6          | Rome Siwoo Ray Kangjun T.K Maru | 2015              | Yedang Entertainment                                   |      |
| Cross Gene           | 11. Juni      | 3          | Shin Sangmin Yongseok | seit 2019 Inaktiv | Amuse Korea Entertainment                              |      |
| Exo                  | 8. April      | 8          | Suho Baekhyun Chanyeol D.O. Kai Sehun Xiumin Chen Lay (bis April 2022) | Aktiv             | SM Entertainment                                       |      |
| NU’EST               | 15. März      | 5          | Kwak Youngmin (Aron) Kim Jonghyun (JR) Kang Dongho (Baekho) Hwang Minhyun (Minhyun) Choi Minki (Ren) | 2022              | Pledis Entertainment (Hybe-Corporation-Gruppe)         |      |
| VIXX                 | 24. Mai       | 4          | Cha Hakyeon (N) Jung Taekwoon (Leo) Lee Jaehwan (Ken) Han Sanghyuk (Hyuk) Kim Wonshik (Ravi) (bis 2023) Lee Hongbin (Hongbin) (bis 2020) | Aktiv             | Jellyfish Entertainment (bis 2024)                     |      |

### 2013
| Name                         | Debüt        | Mitglieder | Namen | Auflösung         | Talentagentur                           | Bild |
| ---------------------------- | ------------ | ---------- | --- | ----------------- | --------------------------------------- | ---- |
| AlphaBAT                     | 14. November | 3          | B:eta G:amma L:ambda | Aktiv             | Simtong Entertainment                   |      |
| Boys Republic                | 5. Juni      | 5          | Onejunn Sunwoo Sungjun Minsu Suwoong | seit 2018 Inaktiv | Universal Music                         |      |
| BTS                          | 13. Juni     | 7          | Jin (Kim Seok-jin) Jimin (Park Ji-min) V (Kim Tae-hyung) Suga (Min Yoon-gi) RM (Kim Nam-joon) J-Hope (Jung Ho-seok) Jungkook (Jeon Jung-kook)                                  | Aktiv             | Big Hit Music (Hybe-Corporation-Gruppe) |      |
| History                      | 26. April    | 5          | Kyungil Dokyun Sihyoung Jaeho Yijeong | 2017              | FAVE Entertainment                      |      |
| LC9                          | 9. Mai       | 5          | Rasa J-Hyo Jun King A.O | 2015              | Nega Network                            |      |
| M.Pire                       | 1. August    | 7          | Taehee Yooseung Lumin Haru Red T.O Jerry | seit 2015 Inaktiv | CMG Chorok Stars                        |      |
| Speed                        | 15. Januar   | 7          | Yuhwan Jungwoo Taeha Jongkook Sejun KI-O Sungmin | 2015              | MBK Entertainment                       |      |
| XENO-T (bis 2018: Topp Dogg) | 22. Oktober  | 5 (13)     | B-Joo Hojoon Sangdo Xero Sangwon Seogoong (bis 2015) Kidoh (bis 2015) Gohn (bis 2015) Jenissi (bis 2016) P-Goon (bis 2017) Nakta (bis 2017) Hansol (bis 2017) A-Tom (bis 2017) | 2021              | Stardom Entertainment                   |      |

### 2014
| Name                     | Debüt         | Mitglieder | Namen | Auflösung         | Talentagentur                                               | Bild |
| ------------------------ | ------------- | ---------- | --- | ----------------- | ----------------------------------------------------------- | ---- |
| 5urprise                 | 18. November  | 5          | Seo Kang-joon Yoo Il Gong Myung Kang Tae-oh Lee Tae-hwan                                                                        | 2020              | Fantagio Entertainment                                      |      |
| Akdong Musician a (AKMU) | 6. April      | 2          | Lee Soo-hyun Lee Chan-hyuk | Aktiv             | YG Entertainment                                            |      |
| Beatwin                  | 6. Januar     | 6          | Sunhyeok Youngjo Yoonhoo Seongho Sanggyu Jungha                                                                                 | 2018              | Elen Entertainment                                          |      |
| B.I.G                    | 8. Juli       | 4          | J-Hoon Gunmin Heedo Jinseok Benji (bis September 2020) Minpyo (bis März 2021)                                                   | Aktiv             | GH Entertainment                                            |      |
| Bigflo                   | 23. Juni      | 3 (5)      | Euijin Lex Sungmin Z-UK (bis 2016) Ron (bis 2019) Jungkyun (bis 2019) Yuseong (bis 2019) Hightop (bis 2019) Kichun (2015–2016)  | seit 2019 Inaktiv | HO Company                                                  |      |
| Got7                     | 16. Januar    | 7          | Jay B Mark Jackson Jinyoung Youngjae BamBam Yugyeom                                                                             | Aktiv             | JYP Entertainment (bis 2021) Warner Music Korea (seit 2022) |      |
| Halo                     | 27. Juni      | 6          | Dino Inhaeng Ooon Jaeyong Heechun Yundong                                                                                       | 2019              | Hight Start Entertainment                                   |      |
| High4                    | 8. April      | 4          | Alex Myungho Youngjun Sunggu | 2017              | N.A.P. Entertainment                                        |      |
| Hotshot                  | 31. Oktober   | 6          | Choi Junhyuk (Junhyuk) Noh Taehyun (Kid Monster) Kim Moongyu (Timoteo) Ha Sungwoon (Sungwoon) San Yoon (San) Go Hojung (Hojung) | 2021              | Star Crew Entertainment                                     |      |
| Madtown                  | 6. Oktober    | 7          | Kim Sangbae (Moos) Park Daewon Lee Kyungtak (Geon) Lee Jonghwa (Jota) Heo Jun Kim Joohyun (Buffy) Song Jaeho (H.O)              | 2017              | J.Tune Camp                                                 |      |
| The King                 | 28. November  | 5          | Choi Rang Sejin Donghyeok Sungjae Bawool                                                                                        | Aktiv             | Stallion Entertainment                                      |      |
| The Legend               | 9. Juli       | 5          | Listen Roi Jaehyuk Lito Changsun                                                                                                | 2017              | SS Entertainment                                            |      |
| Tri:al                   | 13. März      | 3          | Sungho Daegeon Phillip | 2018              | Together E&M                                                |      |
| Uniq                     | 16. Oktober   | 5          | Yixuan Sungjoo Wenhan Seungyeon Yibo                                                                                            | seit 2018 Inaktiv | Yuehua Entertainment                                        |      |
| WINNER                   | 17. August    | 4          | Seungyoon (Kang Seung-yoon) Jinu (Kim Jin-woo) Hoony (Lee Seung-hoon) Mini (Song Min-ho)                                        | Aktiv             | YG Entertainment                                            |      |
| ZPZG                     | 25. September | 4          | Wonjun Hyo Taehwang Hwi | 2016 2022         | J Star Entertainment                                        |      |

### 2015
| Name      | Debüt         | Mitglieder | Namen                                                                                | Auflösung         | Talentagentur                                             | Bild |
| --------- | ------------- | ---------- | ------------------------------------------------------------------------------------ | ----------------- | --------------------------------------------------------- | ---- |
| iKON      | 15. September | 6          | Jay Song Bobby DK Ju-ne Chan B.I (bis 2019)                                          | Aktiv             | YG Entertainment (bis 2022) 143 Entertainment (seit 2023) |      |
| MAP6      | 10. November  | 5          | Minhyuk J.Jun Sign Sun J.Vin                                                         | seit 2020 Inaktiv | Dream T Entertainment                                     |      |
| Monsta X  | 14. Mai       | 6          | Shownu Minhyuk Kihyun Hyungwon Joohoney I.M Wonho (bis 2019)                         | Aktiv             | Starship Entertainment                                    |      |
| Romeo     | 7. Mai        | 6          | Seunghwan Yunsung Minsung Kyle Hyunkyung Kangmin                                     | 2019              | Hunus Entertainment                                       |      |
| Seventeen | 26. Mai       | 13         | S. Coups Jeonghan Joshua Jun Hoshi Wonwoo Woozi DK Mingyu The8 Seungkwan Vernon Dino | Aktiv             | Pledis Entertainment (Hybe-Corporation-Gruppe)            |      |
| Snuper    | 16. November  | 6          | Taewoong Suhyun Sangil Woosung Sangho Sebin                                          | 2023              | Widmay Entertainment                                      |      |
| UP10TION  | 10. September | 7          | Kuhn Kogyeol Bit-to Sunyoul Gyujin Hwanhee Xiao                                      | 2023              | T.O.P Media Entertainment                                 |      |
| VAV       | 31. Oktober   | 6          | St. Van Ace Ayno Jacob Lou Ziu                                                       | 2024              | A Team Entertainment                                      |      |

### 2016
| Name         | Debüt       | Mitglieder | Namen | Auflösung | Talentagentur                                             | Bild |
| ------------ | ----------- | ---------- | --- | --------- | --------------------------------------------------------- | ---- |
| Astro        | 23. Februar | 4          | MJ JinJin Eunwoo Sanha Rocky (bis Februar 2023) Moonbin († 2023) | Aktiv     | Fantagio                                                  |      |
| D.I.P        | 9. November | 6          | Taeha Soomin Seungho B.nish Uhyeong Z.One | 2018      | Inter B.D Entertainment                                   |      |
| Imfact       | 27. Januar  | 5          | Jian Jeup Taeho Sang Ungjae | 2022      | Star Empire Entertainment                                 |      |
| KNK          | 29. Februar | 4          | Inseong Jihun Dongwon (seit Dezember 2018) Hyunjong (seit Dezember 2023) Youjin (bis April 2018) Seoham (bis September 2021) Heejun (bis Januar 2022) | Aktiv     | YNB Entertainment 220 Entertainment                       |      |
| Masc         | 18. August  | 4 bis 8    | Woosoo Heejae Ireah Moonbong 26 (bis 2018) ACE (bis 2018) Chibin (2017 bis 2018) Doeun (2017 bis 2018) | 2020      | JJ Holic Media (2018 umbenannt in J Planet Entertainment) |      |
| NCT          | 9. April    | 25         | Johnny Taeyong Yuta Kun Doyoung Ten Jaehyun Winwin Jungwoo Mark Xiaojun Hendery Renjun Jeno Haechan Jaemin Yangyang Chenle Jisung Sion Riku Yushi Jaehee Ryo Sakuya Lucas (bis Mai 2023) Shotaro (bis Mai 2023) Sungchan (bis Mai 2023) Taeil (bis August 2024) | Aktiv     | SM Entertainment                                          |      |
| Pentagon     | 10. Oktober | 9          | Hui Jinho Hongseok Shinwon Yeo One Yan An Yuto Kino Wooseok Dawn (bis 2018) | Aktiv     | Cube Entertainment                                        |      |
| SF9          | 5. Oktober  | 8          | Youngbin Inseong Jaeyoon Dawon Zuho Yoo Taeyang Hwiyoung Chani Rowoon (bis 2023) | Aktiv     | FNC Entertainment                                         |      |
| TheEastLight | 3. November | 6          | Sagang Woojin Junwook Eunsung Seokcheol Seunghyun | 2018      | Media Line Entertainment                                  |      |
| Victon       | 9. November | 6          | Seungwoo Seungsik Sejun Hanse Byungchan Subin Chan (bis Oktober 2022) | Aktiv     | IST Entertainment                                         |      |
| Voisper      | 2. Februar  | 4          | Daekwang Kwangho Kangsan Choongi | 2021      | Evermore Music                                            |      |
| Vromance     | 12. Juli    | 3          | Park Jang-hyun Park Hyun-kyu Lee Hyun-seok | Aktiv     | RBW Entertainment                                         |      |

### 2017
| Name                   | Debüt         | Mitglieder | Namen                                                                                                | Auflösung | Talentagentur                                                | Bild |
| ---------------------- | ------------- | ---------- | --- | --------- | ------------------------------------------------------------ | ---- |
| 14U                    | 22. Juli      | 14         | BS Esol Loudi Dohyuk Hero Gohyeon Gun Woojoo Rio Luha Sejin Hyunwoong Eunjae Gyeongtae               | 2019      | BG Entertainment                                             |      |
| A.C.E                  | 23. Mai       | 5          | Jun Donghun Wow Kim Byeongkwan Chan                                                                  | Aktiv     | Beat Interactive                                             |      |
| Baikal                 | 21. September | 7          | Dokka Ho Chan K-Bean Day Dae Woong Yeon Woo Noah                                                     | 2019      | BAIKAL Entertainment                                         |      |
| BLACK6IX               | 7. April      | 6          | Yongseok Taeyoung Jongwoon Ziki Yey The King                                                         | 2021      | Black Hole Entertainment                                     |      |
| Blanc7                 | 3. März       | 6          | Jean Paul Shinwoo Teno D.L Spax K-KID                                                                | 2019      | Jackpot Entertainment                                        |      |
| Golden Child           | 28. August    | 10         | Daeyeol Y Jangjun Tag Seungmin Jaehyun Jibeom Donghyun Joochan Bomin Jaeseok (bis Januar 2018)       | Aktiv     | Woollim Entertainment                                        |      |
| Great Guys             | 25. August    | 3          | Horyeong Donghwi Baekgyeol                                                                           | Aktiv     | DNA Entertainment                                            |      |
| Honeyst                | 17. Mai       | 4          | Dongsung Seungseok Chulmin Hwan                                                                      | 2019      | FNC Entertainment                                            |      |
| Hot Blood Youth        | 16. August    | 4          | Marco Taro Kyuhyuk Jisan                                                                             | 2020      | Rainbow Entertainment                                        |      |
| K.A.R.D a              | 19. Juli      | 4          | J.Seph (Kim Tae-hyung) BM (Matthew Kim) Somin (Jeon So-min) Jiwoo (Jeon Ji-woo)                      | Aktiv     | DSP Media (RBW-Gruppe)                                       |      |
| MVP                    | 13. März      | 5          | Kanghan Rayoon P.K Been Sion                                                                         | 2022      | PH Entertainment                                             |      |
| Myteen                 | 26. Juli      | 6          | Chunjin Eunsu Kookheon Junseop Yuvin Hanseul                                                         | 2019      | The Music Works                                              |      |
| ONF                    | 3. August     | 6          | Hyojin E-Tiam Minkyun Seungjun U Wyatt Laun (bis August 2019)                                        | Aktiv     | WM Entertainment                                             |      |
| Seven O'Clock          | 16. März      | 7          | Hangyeom Andy Hyun 2Soul Jeunggyu Taeyoung Rui                                                       | 2021      | Staro Entertainment (bis 2018) Forest Network (seit 2018)    |      |
| Skye (bis 2020: In2It) | 26. Oktober   | 6          | Jiahn Yeontae Inho Hyunuk Isaac Inpyo Jinsub (bis 2018) Sunghyun (bis 2019)                          | Aktiv     | MMO Entertainment (bis 2020) First Entertainment (seit 2023) |      |
| The Boyz               | 6. Dezember   | 11         | Sangyeon Jacob Younghoon Hyunjae Juyeon Kevin New Q Ju Haknyeon Sunwoo Eric Hwall (bis Oktober 2019) | Aktiv     | IST Entertainment                                            |      |
| TRCNG                  | 10. Oktober   | 8          | Jihun Hayoung Hakmin Jisung Hyunwoo Siwoo Hohyeon Kangmin                                            | 2022      | TS Entertainment                                             |      |
| TST                    | 1. Januar     | 7          | K Ain Woojeong Junghoon Yonghyeon Yohan († 2020) Kyeongha (bis 2018)                                 | 2020      | JSL Company (2019 umbenannt in KJ Music)                     |      |
| Walwari a              | 12. Januar    | 3          | Mr. Boombox J’yunky Suhyun                                                                           | 2020      | HIstar Entertainment                                         |      |
| Wanna One              | 7. August     | 10 (11)    | Jisung Sungwoon Minhyun Seongwoo Jaehwan Daniel Jihoon Woojin Jinyoung Daehwi Kuanlin (bis 2019)     | 2018 2022 | YMC Entertainment                                            |      |

### 2018
| Name         | Debüt         | Mitglieder a | Namen                                                                        | Auflösung | Talentagentur           | Bild |
| ------------ | ------------- | ------------ | ---------------------------------------------------------------------------- | --------- | ----------------------- | ---- |
| Ateez        | 24. Oktober   | 8            | Hongjoong Seonghwa Yunho Yeosang San Mingi Wooyoung Jongho                   | Aktiv     | KQ-Entertainment        |      |
| Like A Movie | 16. Juni      | 5            | Siryu Mingyu Joha K:DAY Gyeom                                                | 2022      | Top Cloud Entertainment |      |
| Lucente      | 18. September | 6            | Hero U.Seong Z.Hoo Kogun Taejun Parkha                                       | 2021      | Noga Entertainment      |      |
| NOIR         | 9. April      | 9            | Seunghoon Yeonkuk Junyong Yunsung Siheon Hoyeon Siha Minhyuk Daewon          | 2023      | LUK Factory             |      |
| N.TIC        | 26. Februar   | 3            | Jion Sangwook Jinseo                                                         | 2023      | Yechan Media            |      |
| Spectrum     | 10. Mai       | 6            | Minjae Dongkyu Jaehan Hwarang Villain Eunjun                                 | 2020      | WYNN Entertainment      |      |
| Stray Kids   | 25. März      | 8            | Bang Chan Lee Know Changbin Hyunjin Han Felix Seungmin I.N Woojin (bis 2019) | Aktiv     | JYP Entertainment       |      |
| Target       | 24. Januar    | 4            | G.I Zeth Hyun Roi                                                            | Aktiv     | KJ Music Entertainment  |      |

### 2019
| Name                    | Debüt         | Mitglieder | Namen | Auflösung | Talentagentur                                                                        | Bild |
| ----------------------- | ------------- | ---------- | --- | --------- | ------------------------------------------------------------------------------------ | ---- |
| 1Team                   | 27. März      | 5          | Rubin BC Jin Woo Je Hyun Jung Hoon | 2021      | Liveworks Company                                                                    |      |
| AB6IX                   | 22. Mai       | 4          | Woong Donghyun Woojin Daehwi Youngmin (bis Juni 2020)                                                                                           | Aktiv     | BRANDNEW Music                                                                       |      |
| Aweek                   | 31. Januar    | 5          | Di1e Chawon Aiden Jingyu Logan | 2022      | Illusion Entertainment und OneWorld Entertainment                                    |      |
| BDC                     | 29. Oktober   | 3          | Sihun Seongjun Junghwan | 2023      | BrandNew Music                                                                       |      |
| BZ-Boys                 | 17. Juni      | 3          | Bon Taewoong Seunghyun Hamin (bis Februar 2024) Double.D (bis Februar 2024)                                                                     | Aktiv     | Chrome Entertainment                                                                 |      |
| CIX                     | 23. Juli      | 5          | BX Seunghun Yonghee Bae Jinyoung and Hyunsuk | Aktiv     | C9 Entertainment                                                                     |      |
| D1CE                    | 1. August     | 5          | Yonggeun Hyunsoo Yoojun Woodam Jinyoung | 2023      | D1CE Entertainment                                                                   |      |
| DKZ (bis 2022: Dongkiz) | 24. April     | 5          | Jonghyeong Sehyeon Mingyu Jaechan Giseok | Aktiv     | Dongyo Entertainment                                                                 |      |
| ENOi                    | 19. April     | 7          | Laon Dojin Hamin Avin Jinwoo J-Kid Gun | 2021      | Kithewhale Entertainment                                                             |      |
| Jus2                    | 5. März       | 2          | Jay B Yugyeom | 2021      | JYP Entertainment                                                                    |      |
| K-Tigers Zero a         | 19. September | 10         | Taemi Junhee Hyunmin Yejun Seungheon Taeseong Boseong Youngung Jeonghyeon Minseo                                                                | Aktiv     | K-Tigers E&C und DR Music                                                            |      |
| MustB                   | 21. Januar    | 5          | Taegeon Wooyeon Doha Soohyun Sihoo | 2023      | MustM Entertainment                                                                  |      |
| New Kidd                | 25. April     | 8          | Jinkwon Ji Hansol Choi Jiann Yunmin Woochul Kang Seungchan Minwook Hwi                                                                          | Aktiv     | J-FLO Entertainment                                                                  |      |
| Oneus                   | 9. Januar     | 5          | Seoho Leedo Keonhee Hwanwoong Xion Ravn (bis 2022)                                                                                              | Aktiv     | RBW                                                                                  |      |
| OnlyOneOf               | 28. Mai       | 6          | KB Rie Yoojung Junji Mill Nine Love (bis August 2021)                                                                                           | Aktiv     | 8D Entertainment                                                                     |      |
| Signal                  | 28. August    | 4          | Kyuhwan Gihwan Youngho Bokeun | 2021      | Star Entertainment                                                                   |      |
| SuperM                  | 4. Oktober    | 7          | Baekhyun Kai Taeyong Mark Lee Ten Lucas Taemin                                                                                                  | Aktiv     | SM Entertainment                                                                     |      |
| TXT                     | 4. März       | 5          | Yeonjun Beomgyu Soobin Taehyun Hueningkai | Aktiv     | Big Hit Entertainment (bis 2021) Big Hit Music (seit 2021) (Hybe-Corporation-Gruppe) |      |
| Vanner                  | 13. Februar   | 5          | Taehwan Gon Hyesung Sungkook Yeonggwang | Aktiv     | VT Entertainment (bis 2023) KLAP Entertainment (seit 2023)                           |      |
| Verivery                | 9. Januar     | 7          | Dongheon Hoyoung Minchan Gyehyeon Yeonho Yongseung Kangmin                                                                                      | Aktiv     | Jellyfish Entertainment                                                              |      |
| X1                      | 27. August    | 11         | Han Seung-woo Cho Seung-youn Kim Woo-seok Kim Yo-han Lee Han-gyul Cha Jun-ho Son Dong-pyo Kang Min-hee Lee Eun-sang Song Hyeong-jun Nam Do-hyon | 2020      | Swing Entertainment                                                                  |      |

## 2020 bis 2025

### 2020
| Name                                     | Debüt         | Mitglieder | Namen | Auflösung | Talentagentur                        | Bild |
| ---------------------------------------- | ------------- | ---------- | --- | --------- | ------------------------------------ | ---- |
| Antares (Juni 2020 bis Juni 2022: Limit) | 22. Mai       | 7          | Seunghee J Hwi Ramu Haru Ino Woori | Aktiv     | J Star Entertainment                 |      |
| BAE173                                   | 19. November  | 8          | Hangyul J-Min Junseo Yoojun Muzin Youngseo Doha Bit | Aktiv     | PocketDol Studio                     |      |
| Cravity                                  | 14. April     | 9          | Serim Allen Jungmo Woobin Wonjin Minhee Hyeongjun Taeyoung Seongmin                                                                                          | Aktiv     | Starship Entertainment               |      |
| DKB                                      | 3. Februar    | 8          | E-Chan D1 GK Heechan Lune Junseo Yuku Harry June | Aktiv     | Brave Entertainment                  |      |
| Drippin                                  | 28. Oktober   | 6          | Yunseong Hyeop Changuk Dongyun Minseo Junho Alex (bis Juli 2023)                                                                                             | Aktiv     | Woollim Entertainment                |      |
| E'Last                                   | 9. Juni       | 8          | Rano Choi In Seungyeop Baekgyeul Romin Won Hyuk Wonjun Yejun                                                                                                 | Aktiv     | E Entertainment                      |      |
| Enhypen                                  | 30. November  | 7          | Heeseung Jay Jake Sunghoon Sunoo Jungwon Ni-ki | Aktiv     | Belift Lab (Hybe-Corporation-Gruppe) |      |
| Ghost9                                   | 23. September | 7          | Shin Son Jun-hyung Choi Jun-seong Lee Kang Sung Prince Lee Woo-jin Lee Jin-woo Hwang Dong-jun (bis September 2021) Lee Tae-seung (bis September 2021)        | Aktiv     | Maroo Entertainment                  |      |
| MCND                                     | 27. Februar   | 5          | Castle J BIC Minjae Huijun Win | Aktiv     | TOP Media                            |      |
| P1Harmony                                | 28. Oktober   | 6          | Keeho Theo Jiung Intak Soul Jongseob | Aktiv     | FNC Entertainment                    |      |
| TO1 (bis März 2021: TOO)                 | 1. April      | 8          | Jaeyun Donggeon Chan Jisu J.You Kyungho Daigo Yeojeong | 2023      | WakeOn                               |      |
| Treasure                                 | 7. August     | 10         | Choi Hyun-suk Jihoon Yoshi Junkyu Yoon Jae-hyuk Asahi Doyoung Haruto Park Jeong-woo So Jung-hwan Mashiho (bis November 2022) Bang Ye-dam (bis November 2022) | Aktiv     | YG Entertainment                     |      |
| UNVS                                     | 23. Februar   | 5          | Jun.H YY Eunho Changgyu Jen | Aktiv     | Chitwn Music                         |      |
| WEi                                      | 5. Oktober    | 6          | Daehyeon Donghan Yongha Yohan Seokhwa Junseo | Aktiv     | OUI Entertainment                    |      |
| Xenex                                    | 26. Februar   | 4          | Taeha Heeseok Ingon Minjong | Aktiv     | Company Gi Eok und Beast Mode Label  |      |

### 2021
| Name                            | Debüt        | Mitglieder | Namen | Auflösung | Talentagentur                                                | Bild |
| ------------------------------- | ------------ | ---------- | --- | --------- | ------------------------------------------------------------ | ---- |
| Blitzers                        | 12. Mai      | 6          | Jinhwa Juhan Sya Chris Lutan Wooju Go_U (bis Januar 2024)                                                    | Aktiv     | Wuzo Entertainment                                           |      |
| Ciipher                         | 15. März     | 3          | Hyunbin Hwi Keita Tan (bis August 2023) Tag (bis August 2023) Dohwan (bis August 2023) Won (bis August 2023) | Aktiv     | R.A.I.N. Company                                             |      |
| EPEX                            | 8. Juni      | 8          | Wish Keum MU A-Min Baekseung Ayden Yewang Jeff                                                               | Aktiv     | C9 Entertainment                                             |      |
| Just B                          | 30. Juni     | 6          | Geonu Bain Lim Ji-min JM DY Sangwoo                                                                          | Aktiv     | Bluedot Entertainment                                        |      |
| Luminous                        | 9. September | 4          | Youngbin Suil Steven Woobin                                                                                  | Aktiv     | SE Group Entertainment                                       |      |
| Megamax                         | 8. September | 5          | Iden Ha.El Jinny Kan Hwan.E                                                                                  | Juni 2023 | Inmedia+ und Inter B.D Entertainment                         |      |
| Mirae                           | 17. März     | 7          | Lien Lee Jun-hyuk Yoo Dou-hyun Khael Son Dong-pyo Park Si-young Jang Yu-bin                                  | Aktiv     | DSP Media (RBW-Gruppe)                                       |      |
| Muzigae                         | 9. Dezember  | 4          | Sunwoong Jeongwook Seungyeol Minkyu                                                                          | Aktiv     | UMI Entertainment                                            |      |
| NTX                             | 30. März     | 9          | Hyeongjin Yunhyeok Jaemin Changhun Hojun Eunho Jiseong Seungwon Rawhyun                                      | Aktiv     | Victory Company                                              |      |
| Omega X                         | 30. Juni     | 11         | Jaehan Hwichan Sebin Hangyeom Taedong Xen Jehyun Kevin Junghoon Hyuk Yechan                                  | Aktiv     | Spire Entertainment (bis 2023) IPQ Entertainment (seit 2023) |      |
| Peak&Pitch                      | 9. August    | 2          | Peak Pitch                                                                                                   | Aktiv     | Peak Entertainment                                           |      |
| TFN (bis 2022: T1419)           | 11. Januar   | 9          | Noa Sian Kevin Gunwoo Leo On Zero Kairi Kio                                                                  | 2024      | MLD Entertainment                                            |      |
| The Kingdom (bis 2024: Kingdom) | 18. Februar  | 7          | Dann Arthur Mujin Louis Ivan Hwon Jahan Chiwoo (bis Mai 2022)                                                | Aktiv     | GF Entertainment                                             |      |

### 2022
| Name      | Debüt        | Mitglieder | Namen                                                                             | Auflösung | Talentagentur                               | Bild |
| --------- | ------------ | ---------- | --------------------------------------------------------------------------------- | --------- | ------------------------------------------- | ---- |
| ABLUE     | 23. Oktober  | 7          | WinL Wonjun Seongsoo ON YOU Sukjun Gyuchan                                        | Aktiv     | J Star Entertainment                        |      |
| Aimers    | 17. November | 6          | Seunghyun Eunjun Doryun Yoel Seunghwan Wooyoung                                   | Aktiv     | Hyper Rhythm                                |      |
| ATBO      | 27. Juli     | 7          | Oh Junseok Ryu Junmin Bae Hyunjun Seok Rakwon Jeong Seunghwan Kim Yeonkyu Won Bin | Aktiv     | IST Entertainment                           |      |
| Superkind | 20. Juni     | 7          | Daemon Eugene Geon SAEJiN SiO Seung JDV                                           | Aktiv     | Deep Studio Entertainment                   |      |
| TAN       | 10. März     | 7          | Changsun Jooan Jaejun Sunghyuk Hyunyeop Taehoon Jiseong                           | Aktiv     | Think                                       |      |
| Tempest   | 2. März      | 7          | Hanbin Hyeongseop Hyuk Lew Hwarang Eunchan Taerae                                 | Aktiv     | Yuehua Entertainment                        |      |
| TNX       | 17. Mai      | 6          | Kyungjun Taehun Hyunsoo Junhyeok Hwi Sungjun                                      | Aktiv     | P Nation                                    |      |
| Trendz    | 5. Januar    | 7          | Havit Leon Yoonwoo Hankook ra.L Eunil Yechan                                      | Aktiv     | Global H Media                              |      |
| Younite   | 20. April    | 9          | Eunho Eunsang Steve Hyunseung Hyungseok Woono DEY Kyungmun Sion                   | Aktiv     | Brand New Music                             |      |
| &Team     | 7. Dezember  | 9          | K Fuma Nicholas EJ Yuma Jo Harua Taki Maki                                        | Aktiv     | HYBE Labels Japan (Hybe-Corporation-Gruppe) |      |

### 2023
| Name         | Debüt         | Mitglieder | Namen | Auflösung              | Talentagentur               | Bild |
| ------------ | ------------- | ---------- | --- | ---------------------- | --------------------------- | ---- |
| 8TURN        | 30. Januar    | 8          | Jaeyun Myungho Minho Yoonsung Haemin Kyungmin Yungyu Seungheon                                                   | Aktiv                  | MNH Entertainment           |      |
| 82Major      | 11. Oktober   | 6          | Seongil Yechan Seongmo Seongbin Seokjoon Dogyun                                                                  | Aktiv                  | Great M Entertainment       |      |
| Ampers&One   | 15. November  | 7          | Jiho Kamden Brian Siyun Kyrell Mackiah Seungmo                                                                   | Aktiv                  | FNC Entertainment           |      |
| BoyNextDoor  | 30. Mai       | 6          | Jaehyun Sungho Riwoo Taesan Leehan Woonhak                                                                       | Aktiv                  | KOZ Entertainment           |      |
| BXB          | 30. Januar    | 5          | Jihun Hyunwoo Siwoo Hamin June                                                                                   | Aktiv                  | Wolfburn                    |      |
| CMDM         | 27. April     | 6          | Choi Byung-hoon Kim Hyun-hah Oh Jun-hyoung Chae Hee-ju Lee No-hyul Kim Seung-ho                                  | Aktiv                  | Command The-M Entertainment |      |
| Eastshine    | 16. November  | 7          | IEL Youngkwang Karis Dongjae Hyun Lumin Phoenix                                                                  | Aktiv                  | TM Entertainment            |      |
| EVNNE        | 19. September | 7          | Keita Park Han-bin Lee Jeong-hyeon Yoo Seung-eon Ji Yun-seo Mun Jung-hyun Park Ji-hoo                            | geplant 18. März 2025  | Jellyfish Entertainment     |      |
| Fantasy Boys | 21. September | 11         | Kang Min-seo K-Soul Lee Han-bin Hikari Ling Qi Hikaru Kim Woo-seok Hong Sung-min Oh Hyeon-tae Kim Gyu-rae Kaedan | Aktiv                  | PocketDol Studio            |      |
| HAWW         | 23. Februar   | 7          | Jimin Jeonggeun Minyong Chanyoung Louii Juho Seobin                                                              | Aktiv                  | Biscuit Entertainment       |      |
| Lun8         | 15. Juni      | 8          | Chael Jinsu Takuma Junwoo Dohyun Ian Ji Eun-ho Eunseop                                                           | Aktiv                  | Fantagio Entertainment      |      |
| n.SSign      | 9. August     | 10         | Kazuta Hyun Eddie Doha Junhyeok Sungyun Robin Hanjun Laurence Huiwon                                             | Aktiv                  | n.CH Entertainment          |      |
| One Pact     | 30. November  | 5          | Jongwoo Jay Chang Seongmin TAG Yedam                                                                             | Aktiv                  | Armada Entertainment        |      |
| POW          | 11. Oktober   | 5          | Jungbin Yorch Hyunbin Dongyeon Hong                                                                              | Aktiv                  | GRID Entertainment          |      |
| Riize        | 4. September  | 6          | Wonbin Sohee Anton Sungchan Shotaro Eunseok Seunghan (bis Oktober 2024)                                          | Aktiv                  | SM Entertainment            |      |
| Sevenus      | 31. Juli      | 2          | Heejae Ireah | Aktiv                  | PCS Entertainment           |      |
| The Wind     | 15. Mai       | 6          | Thanatorn Park Hayu-chan Kim Hee-soo Choi Han-bin An Chan-won Jang Hyoun-joon                                    | Aktiv                  | WithUs Entertainment        |      |
| WE:A         | 29. März      | 4          | Jeongkyun Ron Kichun Z-UK                                                                                        | Aktiv                  | Madewell Music              |      |
| We Us        | 3. April      | 5          | Minhyuk Boyul Jeongmin Wooju Hyukjin                                                                             | Aktiv                  | WEUS Entertainment          |      |
| Whib         | 8. November   | 8          | Jayder Haseung Jinbeom UGeon Leejeong Jaeha Inhong Wonjun                                                        | Aktiv                  | CJeS Entertainment          |      |
| xikers       | 30. März      | 10         | Minjae Junmin Sumin Jinsik Hyunwoo Junghoon Seeun Yujun Hunter Yechan                                            | Aktiv                  | KQ Entertainment            |      |
| Xodiac       | 25. April     | 9          | Hyunsik Zayyan Lex Beomsoo Gyumin Wain Sing Davin Leo                                                            | Aktiv                  | JACSO Entertainment         |      |
| Zerobaseone  | 10. Juli      | 9          | Sung Hanbin Kim Jiwoong Zhang Hao Seok Matthew Kim Tae Rae Ricky Kim Gyu Vin Park Gun Wook Han Yu Jin            | geplant 9. Januar 2026 | WAKEONE Entertainment       |      |

### 2024
| Name                             | Debüt        | Mitglieder | Namen                                                           | Auflösung | Talentagentur              | Bild |
| -------------------------------- | ------------ | ---------- | --------------------------------------------------------------- | --------- | -------------------------- | ---- |
| 13Found                          | 13. November | 3          | Park Minseo Kim Seongyeon Song Chiwon                           | Aktiv     | TAKIEL Inc.                |      |
| All(H)Ours                       | 10. Januar   | 7          | Kunho Youmin Xayden Minje Masami Hyunbin On:N                   | Aktiv     | Eden Entertainment         |      |
| ANEX                             | 23. April    | 4          | Daewon Danhee Seolmin Haru                                      | Aktiv     | Luce Entertainment         |      |
| Anode                            | 17. April    | 2          | Anlee Blanc                                                     | Aktiv     | Mystic Story               |      |
| ARrC                             | 19. August   | 7          | Kien Hyunmin Ziwoo Choi Han Doha Jibeen Rioto                   | Aktiv     | Mystic Story Entertainment |      |
| Asc2nt                           | 7. Mai       | 5          | Karam Injun Jay Reon Kyle                                       | Aktiv     | Newways Company            |      |
| Big Ocean                        | 20. April    | 3          | Park Hyunjin Lee Chanyeon Kim Jiseok                            | Aktiv     | Parastar Entertainment     |      |
| DayChild                         | 6. Mai       | 4          | Siwoo K Eden Intae                                              | Aktiv     | Black Bear Records         |      |
| DXMON                            | 17. Januar   | 6          | Minjae Seita Hee TK Rex Jo                                      | Aktiv     | SSQ Entertainment          |      |
| Jaessbee a                       | 11. November | 3          | Jaejae SeungHeon Gabee                                          | Aktiv     | MMTG Civilization Express  |      |
| L5ST                             | 5. September | 7          | Yoonsang Dojun Kyul Chanwook Beomsoo Seogyeom Donggyu           | Aktiv     | Macaroni Entertainment     |      |
| Nchive                           | 9. April     | 7          | HA.L E.aN Kangsan Yuchan Juyoung Minjun N                       | Aktiv     | HOMe                       |      |
| Nomad                            | 28. Februar  | 5          | DOY Sangha ONE RIVR Junho                                       | Aktiv     | NOMAD Entertainment        |      |
| NOWZ (bis 31. Mai 2025 Nowadays) | 2. April     | 5          | Hyeonbin Yoon Yeonwoo Jinhyuk Siyun                             | Aktiv     | Cube Entertainment         |      |
| PICKUS                           | 23. April    | 6          | Ricky Mingeun Kotaro Hyeonseung Yura Nam Son                    | Aktiv     | MBC M                      |      |
| T:EV                             | 5. November  | 3          | Yuseong Bonggeun Taeyeong                                       | Aktiv     | Startree Entertainment     |      |
| TIOT                             | 22. April    | 5          | Kim Minseoung Kum Junhyeon Hong Keonhee Choi Woojin Shin Yechan | Aktiv     | Redstart ENM               |      |
| TMC                              | 14. März     | 2          | Wonsik Seunghyuk                                                | Aktiv     | MyDoll Entertainment       |      |
| TWS                              | 22. Januar   | 6          | Shinyu Dohoon Youngjae Hanjin Jihoon Kyungmin                   | Aktiv     | Pledis Entertainment       |      |
| Waker                            | 8. Januar    | 6          | Kohyeon Kwon Hyeop Ijun Leo Saebyeol Sebum                      | Aktiv     | HOWLING Entertainment      |      |
| Waterfire                        | 30. Mai      | 4          | Choi Suh-wan Kang Ha-yoon Sunyoul Wumuti                        | Aktiv     | LYNNA Entertainment        |      |

### 2025
| Name             | Debüt       | Mitglieder | Namen                                                                                         | Auflösung | Talentagentur                | Bild |
| ---------------- | ----------- | ---------- | --------------------------------------------------------------------------------------------- | --------- | ---------------------------- | ---- |
| 1Verse           | 18. Juli    | 5          | Hyuk Seok Nathan Kenny Aito                                                                   | Aktiv     | Singing Beetle Entertainment |      |
| 3Way             | 27. Februar | 9          | Leno Donghyun Hyecheon Xiho Ryo Jeongyoon Wooseok Rintaro Aoi                                 | Aktiv     | NineTwo Entertainment        |      |
| AHOF             | 1. Juli     | 9          | Steven Jeongwoo Woongki Shuaibo Han JL Juwon Chih En Daisuke                                  | Aktiv     | F&F Entertainment            |      |
| Allday Project a | 23. Juni    | 5          | Annie Tarzzan Bailey Woochan Youngseo                                                         | Aktiv     | The Blacklabel               |      |
| Be Boys          | 18. Juni    | 6          | Goohyun Minjoon Yunseo Hakseong Takuma Woncheon                                               | Aktiv     | OAK Company                  |      |
| Close Your Eyes  | 2. April    | 7          | Jeon Minwook Ma Jingxiang Jang Yeojun Kim Sungmin Song Seungho Sakurada Kenshin Seo Kyoungbae | Aktiv     | Uncore                       |      |
| Cortis           | 18. August  | 5          | Martin James Juhoon Seonghyeon Keonho                                                         | Aktiv     | Big Hit Music                |      |
| In A Minute      | 15. März    | 3          | Juntae Jaejun Hyunyeop                                                                        | Aktiv     | JWIN Entertainment           |      |
| KickFlip         | 20. Januar  | 7          | Kyehoon Amaru Donghwa Juwang Minje Keiju Donghyeon                                            | Aktiv     | JYP Entertainment            |      |
| Newbeat          | 24. März    | 7          | Park Minseok Hong Minsung Jeon Yeoyeojeong Choi Seohyun Kim Taeyang Jo Yunhu Kim Riwoo        | Aktiv     | BEAT Interactive             |      |
| NouerA           | 26. Februar | 7          | Gihyeon Junpyo Hyunjun Yuseop Lin Fan Miraku                                                  | Aktiv     | Nouer Entertainment          |      |
| N.TOP            | 6. August   | 6          | Seunghyun Chaemin Minseo Heewoo Hyunwoong Kanghyun                                            | Aktiv     | J-Star Entertainment         |      |
| Re:Hearts a      | 7. Juni     | 4          | Lyle Myu Mizi Yuho                                                                            | Aktiv     | keine (unabhängig)           |      |
| Re:Wind          | 29. März    | 3          | Elaya Lei Eddie                                                                               | Aktiv     | Allele Entertainment         |      |
| XLOV             | 7. Januar   | 4          | Wumuti Rui Hyun Haru                                                                          | Aktiv     | 257 Entertainment            |      |
| XONIC            | 16. Juni    | 4          | Leejun Hyojin Yeung Juchan                                                                    | Aktiv     | Nature Space                 |      |